# M 22
M 22 ou Movimento 22 de Fevereiro (Mouvement du 22 février 1972) foi um movimento político no Congo-Brazzaville. Esteve ativo em 1972 e 1973 antes de sua base guerrilheira ser comprometida e a maioria de seus membros presos, incluindo seu líder Ange Diawara.
Em 1976, alguns membros do M-22 foram reincorporados à vida pública e nomeados em posições de poder após um perdão do líder congolês, Ngouabi. O M 22 permaneceu uma força na política do país até o congresso do partido em 1989, quando toda a presença do M22 foi removida do Comitê Central.

## História

### Rebelião
M 22 emergiu de uma ala esquerdista do partido governante, Partido Congolês do Trabalho (PCT). O movimento foi violentamente reprimido e os expurgos contra os acusados de associação ao grupo tiveram um impacto profundo na política congolesa. A maioria dos quadros políticos do país foram expurgados na campanha anti-M 22.
O movimento foi formado pelos seguidores de Ange Diawara, um líder da facção esquerdista do Partido Congolês do Trabalho, que liderou uma tentativa fracassada de golpe contra o governo de Marien Ngouabi em 22 de fevereiro de 1972. O movimento reuniu um grupo de jovens ex-milicianos do Movimento Nacional da Revolução. Depois que a revolta foi reprimida, Diawara e seus seguidores se reagruparam e formaram uma base guerrilheira na região de Pool. Diawara inspirou-se em Che Guevara e na União dos Povos de Camarões. O nome "M 22" foi extraído do documento Autocritique du M 22 ("Autocrítica do M 22", de autoria de Diawara), circulado clandestinamente em Brazzaville. Paralelamente ao movimento de guerrilha rural, desenvolveu-se uma rede clandestina de oposição urbana (formada por ativistas estudantis e militares), também sob a direção de Diawara.
No início de 1973, o movimento sofreu um sério revés quando sua base guerrilheira foi infiltrada. Diawara e outros líderes fugiram para o vizinho Zaire. Em 23 de fevereiro de 1973, uma onda de prisões foi feita em Brazzaville contra supostos conspiradores. Ngouabi afirmou que Diawara havia preparado outro golpe. Entre os presos estavam muitas figuras proeminentes, políticos e líderes de organizações de massa. Por exemplo, Pascal Lissouba (ex-primeiro-ministro) e Sylvain Bemba (ministro da Informação) estavam entre os encarcerados. Diawara e outros líderes do M 22 foram presos e executados. Seus cadáveres mutilados foram exibidos no estádio nacional.

### Pós-perdão
Em 1976, alguns dissidentes do M 22 foram reincorporados à vida pública, beneficiando-se do perdão de Ngouabi após a greve geral de 24 de março de 1974. Na época, Camille Boungou era o líder do M 22.
No Comitê Central do PCT, formado em 1979, havia cinco pessoas do M 22, Camille Boungou, o tenente Célestin Goma-Foutou (que também era membro do Comitê Central de 1974), Benoît Moundéllé-Ngolo, Bernard Combo-Matsiona e Alphonse Fongui.
Durante a segunda metade da década de 1980, o M 22 se opôs à introdução dos programas de ajuste estrutural. No congresso do partido de 1989, toda a presença do M 22 foi removida do Comitê Central.  Mais tarde, no mesmo ano, Bernard Combo-Matsiona foi eleito presidente da Assembleia Nacional (o último membro do M 22 em posição de alto escalão).